# Sisaala
Pour les articles homonymes, voir Sissala.
Le sisaala est un continuum linguistique de langues gour parlées au Burkina Faso et au Ghana.
Les langues suivantes font partie du continuum sisaala :
- le sisaala occidental
- le sisaala tumulung
- le sisaali
- le paasaal